# Vienna Institute for International Dialogue and Cooperation
Das Vienna Institute for International Dialogue and Cooperation (VIDC) dient der Förderung einer kritischen Öffentlichkeit und eines internationalen Dialogs auf Augenhöhe. Es wurde 1962 von Bruno Kreisky als Think Tank für globale Fragen der Entwicklungspolitik gegründet. Das Institut besteht aus den drei Abteilungen VIDC Global Dialogue, kulturen in bewegung und fairplay Initiative.

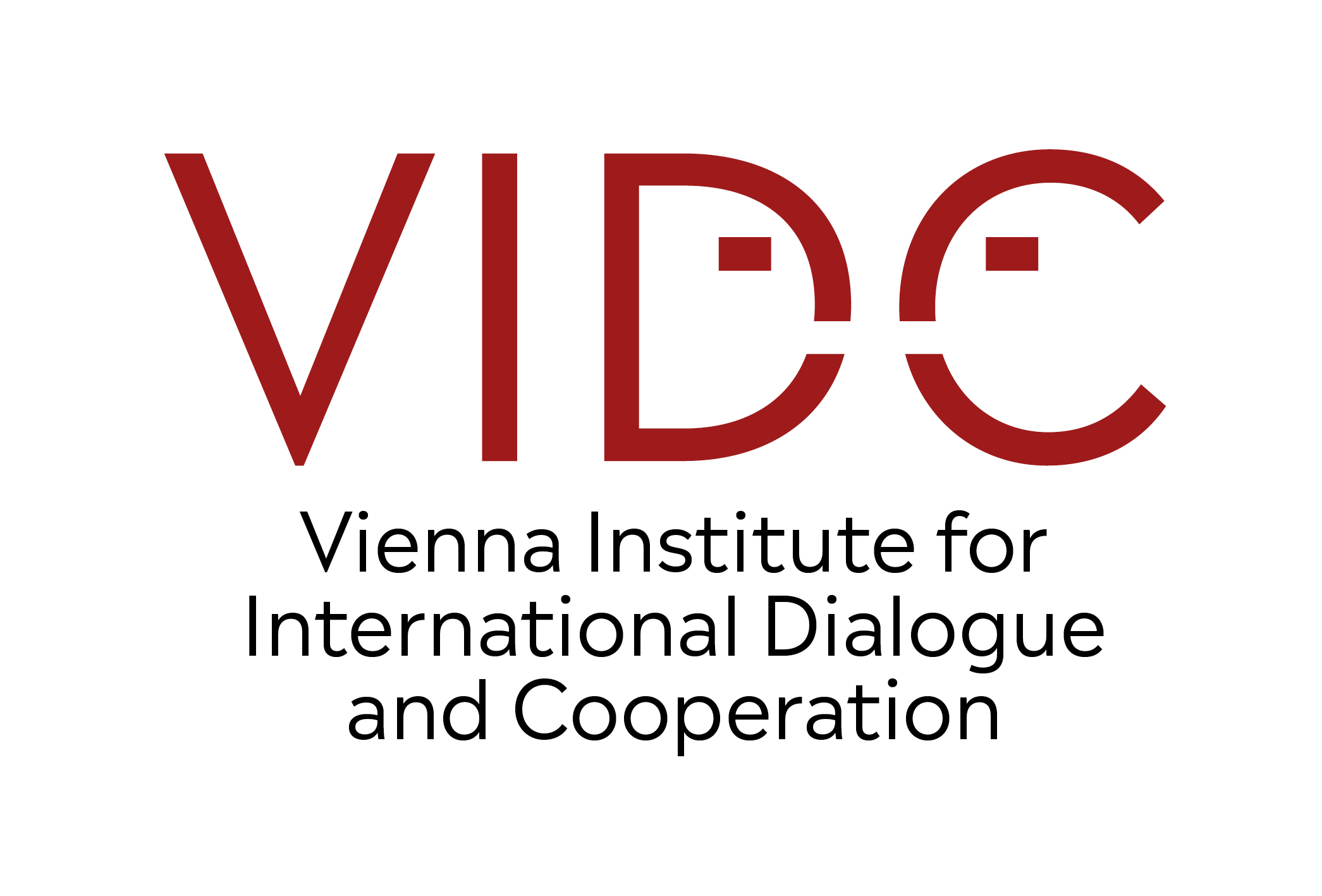
Logo

## Inhalt und Ausrichtung
Zentrale politische Anliegen des VIDC sind einerseits die Förderung einer kritischen Öffentlichkeit im Hinblick auf soziale, politische, kulturelle und wirtschaftliche Entwicklungen und Demokratiebewegungen und andererseits die Herstellung eines internationalen Dialogs auf der Basis von Gleichberechtigung und Respekt. Das VIDC besteht derzeit aus drei Abteilungen: VIDC Global Dialogue, kulturen in bewegung und fairplay.

### VIDC Global Dialogue
VIDC Global Dialogue will als Think Tank will durch Diskurse über Demokratie, Menschenrechte, Gender und Migration sowie internationale Wirtschafts- und Finanzpolitik die internationale wie auch die österreichische und europäische Realität reflektieren, kritische Ansätze von Solidarität präsentieren und zivilgesellschaftlichen Bewegungen des Nahen und Mittleren Ostens und Subsahara Afrikas in Österreich Gehör verschaffen. Durch die Organisation von Diskussionsveranstaltungen, Workshops, Tagungen, Konferenzen und Studien wird fundiertes Wissen zu entwicklungspolitisch relevanten Themen bereitgestellt und internationale Wissensnetzwerke aufgebaut.

### kulturen in bewegung
kulturen in bewegung, die Kunst- und Kultureinrichtung am VIDC, realisiert innovative interkulturelle Projekte und fördert dadurch ein diverses Kulturverständnis in Österreich sowie differenzierte Sichtweisen auf entwicklungspolitische und globale Zusammenhänge. Durch interkulturellen Dialog und künstlerischen Austausch auf internationaler Ebene versucht kulturen in bewegung einen Beitrag zum Aufbau einer gerechten und solidarischen globalen Gesellschaft zu leisten.

### fairplay Initiative
Die fairplay Initiative fördert Vermittlungsarbeit sowie Vernetzung und unterstützt emanzipatorische und partizipative Initiativen im Sport. fairplay fungiert als Beratungsstelle sowie Kompetenzzentrum, mit einem Schwerpunkt auf Antidiskriminierung, sozialer Inklusion, Menschenrechte und Entwicklung. Auf nationaler und europäischer Ebene organisiert fairplay Workshops, Schulungen, Round Tables, Konferenzen und Aktionen in Stadien.

## Podcast: Blickwechsel
„Blickwechsel“ ist der Podcast des VIDC für einen anderen, einen neuen Blick auf die Welt. Ziel ist es mit dem Podcast jene Stimmen in den Blick rücken, die man in Österreich nur selten hört: Aktivisten und Wissenschaftler aus dem globalen Süden; Menschen, die aus den Schwerpunktregionen des VIDC kommen, die direkt betroffen sind, mit denen das Institut bei Veranstaltungen oder Studien zusammenarbeitet. Die einen Einblick haben, den „wir“ in Österreich nicht haben, deren Einblicke uns neue Einsichten eröffnen.
Sybille Straubinger, Direktorin des VIDC, führt durch diesen Podcast. Im Dialog sein, immer auf der Basis von Gleichberechtigung und Respekt und den Stimmen aus dem Süden in Österreich Gehör verschaffen (und nicht über sie zu reden), das ist die Grundprämisse der Arbeit des VIDC – und dieses Podcasts.

## Verantwortliche
Direktorin des VIDC ist seit August 2018 Sybille Straubinger, sie trat die Nachfolge von Walter Posch an. Kuratoriumspräsidentin ist Gabriele Heinisch-Hosek.

## Rechtsform und Finanzierung
Das VIDC ist in seiner Rechtsform ein gemeinnütziger Fonds nach dem Bundes-Stiftungs- und Fondsgesetz. Seinem in der Satzung festgelegten Zweck des internationalen und interdisziplinären Dialogs und der Zusammenarbeit mit den Transformations- und sogenannten Entwicklungsländern, kommt das Institut mit seinen Abteilungen auf vielfältige Weise nach und trägt damit zu einem besseren Verständnis für entwicklungspolitische und antidiskriminatorische Fragestellungen in Österreich bei. Die größten Fördergeber des Instituts sind die Austrian Development Agency (ADA), das Sportministerium und die Europäische Kommission.

## Geschichte
Das VIDC ist eine der Institutionen der Entwicklungszusammenarbeit in Österreich und wurde nach der „Konferenz für Wirtschaftliche Zusammenarbeit und Partnerschaft“, die im Juli 1962 in Salzburg und Wien stattfand, von Bruno Kreisky gemeinsam mit Politikern der „Dritten Welt“ – wie Tom Mboya aus Kenia oder Ahmed Ben Salah aus Tunesien – als Think Tank für globale Fragen der Entwicklungspolitik gegründet.
Der Kernbereich des VIDC, widmete sich in erster Linie der Koordinierung von interdisziplinären Wissensnetzwerken und der Schaffung von Grundlagen für die operative Programm- und Projektentwicklung der österreichischen Entwicklungszusammenarbeit. Schwerpunktmäßig wurde insbesondere in den Bereichen Armutsbekämpfung, Demokratisierung, Governance und Gender Policy, gearbeitet. Aus diesem Kernbereich entwickelte sich die Abteilung „VIDC Global Dialogue“.
Seine Expertise bringt das VIDC bis heute auf nationaler und internationaler Ebene ein. Unter anderem hat es beratenden Status bei ECOSOC dem Wirtschafts- und Sozialrat der Vereinten Nationen.
1996 erfolgte im Zuge eines großen Afrikafestivals, „Sura za Afrika“, der Anstoß zur Gründung von kulturen in bewegung, das mit dem Aufbau einer eigenen Kulturschiene am VIDC begann und seither mit Hunderten von Kulturveranstaltungen das Institut bereicherte. Mit Hilfe von interkulturellen Projekten fördert die Abteilung ein diverses Kulturverständnis sowie differenzierte Sichtweisen auf entwicklungspolitische und globale Zusammenhänge.
1997 folgte im Europäischen Jahr gegen Rassismus die Initiierung eines weiteren Departements, „FairPlay. Viele Farben. Ein Spiel.“, heute „fairplay Initiative für Vielfalt und Antidiskriminierung“, einer Initiative gegen Rassismus im Sport bzw. Fußball, die mittlerweile ein anerkannter Partner der UEFA geworden ist und seither mit verschiedenen Vereinen, Fanklubs, Migrant*innenorganisationen und Schulen interkulturelle Aktivitäten vor allem im österreichischen Fußball durchführt. fairplay ist seit 1997 auch Partner der Europäischen Kommission und Gründungsmitglied sowie zentrale Koordinationsstelle des europäischen Netzwerks „Football Against Racism in Europe“ (FARE), das 1999 in Wien gegründet wurde. Inhaltlicher Fokus von fairplay sind heute Antidiskriminierung und Diversität, soziale Inklusion, sowie Menschenrechte und Entwicklung.
Zwischen 2013 und 2020 war der Parlamentarische NordSüdDialog als vierter Bereich am VIDC tätig. Der Parlamentarische NordSüdDialog war ein Projekt mit dem Ziel gesellschaftlicher und politischer Zusammenarbeit, insbesondere der Parlamente von Mosambik, Portugal und Österreich sowie ab 2017 zwischen Sambia und Österreich.